# Faradja faradjensis
Faradja faradjensis là một loài nhện trong họ Araneidae.
Loài này thuộc chi Faradja. Faradja faradjensis được Roger de Lessert miêu tả năm 1930.